# 90 nanómetros
90 nanómetros se refiere a una tecnología de proceso de semiconductores alcanzada entre los años 2003 y 2004 por parte de las principales empresas del sector, tales como las estadounidenses Intel, AMD, Infineon, Texas Instruments, IBM y la taiwanesa TSMC. 
Asimismo, la tecnología de proceso de 90 nanómetros reflejó una tendencia histórica, la cual estipula que la densidad (en términos prácticos, el número de transistores) de los microprocesadores, o en general de los circuitos integrados crece a un ritmo aproximado de un 70% cada 2 o 3 años (básicamente manteniendo el mismo tamaño del núcleo del mismo).
Los haces láser de 193 nanómetros de longitud de onda fueron introducidos por varias (pero no todas) las compañías del sector para realizar el estampados litográficos de las capas críticas.
Los temas de producción relacionados con esta transición (debido al uso de nuevas fotoresistencias) se reflejaron en los altos costos asociados con esta transición.
Además, lo que fue aún más significativo, las obleas (wafers) de 300 milímetros de diámetro, las cuales al ser 2,25 veces más grandes que las anteriores de 200 mm naturalmente permiten extraer bastantes más chips o microprocesadores de cada una de ellas, se convirtieron en el estándar del mercado, 

## Ejemplo
A continuación se citan las características generales de un entonces novedoso DIMM de SDRAM del tipo DDR2 presentado en 2005 en el foro de empresa taiwanesa de semiconductores VIA Technologies
- Uso de obleas (wafers) de 30 centímetros de diámetro, extrayendo de ellas hasta 2,25 veces más circuitos integrados que de las antiguas de 20 cm.
- Utilización de litografía de 248 nanómetros de láser de criptón-flúor (KrF), haciendo uso de la denominada “corrección de proximidad óptica”.
- 512 Mbit.
- Voltaje interno o en el núcleo de sólo 1,8 V (frente a los 2,5 V de la anterior memoria del tipo DDR SDRAM).
- Derivada de las anteriores tecnologías de proceso de 110 y de 100 nanómetros.

## Microprocesadores fabricados con la tecnología de proceso de 90 nm
- IBM PowerPC G5, en sus versiones 970FX, 970 MP y 970 GX, lanzados entre los años 2004 y 2005
- IBM PowerPC G5]970FX - 2004
- IBM PowerPC G5 970MP - 2005
- IBM PowerPC G5 970GX - 2005
- IBM Xenon (Waternoose), microprocesador de la consola de videojuegos Microsoft Xbox 360 - 2005
- IBM/Sony/Toshiba Procesador Cell - 2005
- Intel Pentium 4 Prescott – febrero de 2004
- Intel Celeron D Prescott-256 (con 256 KiB de memoria caché L2 en el núcleo u on-die) – mayo de 2004
- Intel Pentium M Dothan - mayo de 2004
- Intel Celeron M Dothan - 1024 (caché L2 de 1 MiB en el núcleo) – agosto de 2004
- Intel Xeon Nocona, Irwindale, Cranford, Potomac y Paxville – junio de 2004
- Intel Pentium D Smithfield – mayo de 2005
- AMD Athlon 64 Winchester, Venice, San Diego y Orleans – octubre de 2004
- AMD Athlon 64 X2 Manchester, Toledo y Windsor – mayo de 2005
- AMD Sempron Palermo y Manila – agosto de 2004
- AMD Turion 64 Lancaster and Richmond – marzo de 2005
- AMD Turion 64 X2 Taylor y Trinidad – mayo de 2006
- AMD Opteron Venus, Troy y Athens – agosto de 2005
- AMD Opteron de dos núcleas (Dual-core) Denmark, Italy, Egypt, Santa Ana y Santa Rosa
- VIA C7 – mayo de 2005
- Loongson (Godson) 2Е STLS2E02 – abril de 2007
- Loongson (Godson) 2F STLS2F02 – julio de 2008
- MCST-4R – diciembre de 2010

## Nota y referencias
- Esta obra contiene una traducción  derivada de «90 nanometer» de Wikipedia en inglés, publicada por sus editores bajo la Licencia de documentación libre de GNU y la Licencia Creative Commons Atribución-CompartirIgual 4.0 Internacional.

1. ↑  Elpida's presentation at Via Technology Forum 2005 and Elpida 2005 Annual Report